# Епархия Торуня

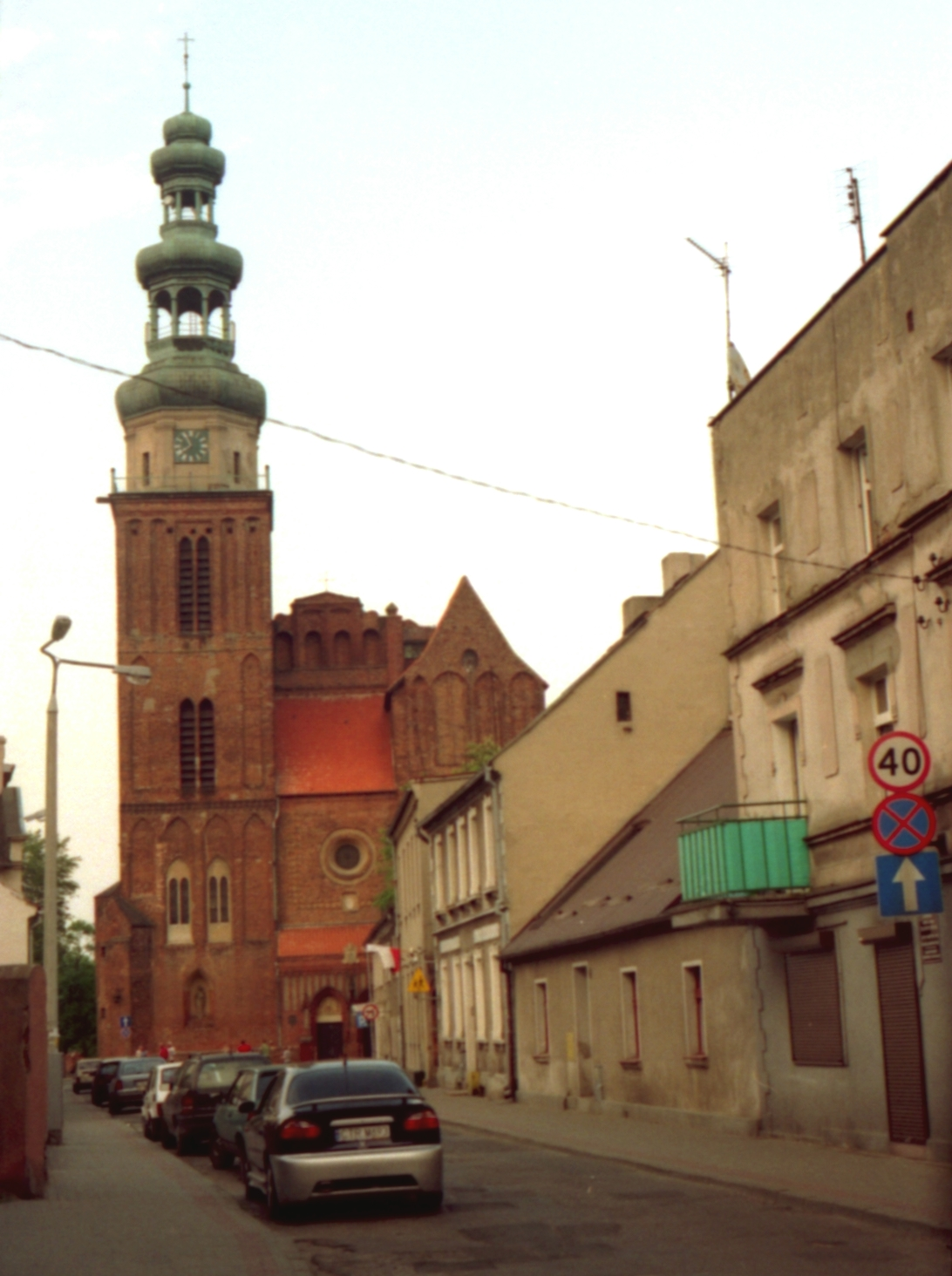
Собор Пресвятой Троицы, Хелмжа, Польша

 Епархия Торуня  (лат. Dioecesis Thoruniensis) — епархия Римско-Католической церкви с центром в городе Торунь, Польша. Епархия Торуня входит в митрополию Ченстоховы. Кафедральным собором епархии Торуня является церковь святого Иоанна Крестителя и святого Иоанна Евангелиста. В городе Хелмжа находится сокафедральный собор Пресвятой Троицы.

## История
25 марта 1992 года Римский папа Иоанн Павел II издал буллу Totus tuus Poloniae populus, которой учредил епархию Торуня, выделив её из епархии Хелмно (сегодня — Епархия Пельплина) и архиепархии Гнезно.

## Ординарии епархии
- епископ Анджей Войцех Суский (25.03.1992 — по настоящее время)

## Источник
- Annuario Pontificio, Ватикан, 2005
- Булла Totus Tuus Poloniae populus, AAS 84 (1992), стp. 1099  (лат.)